# Kurbelgehäuse

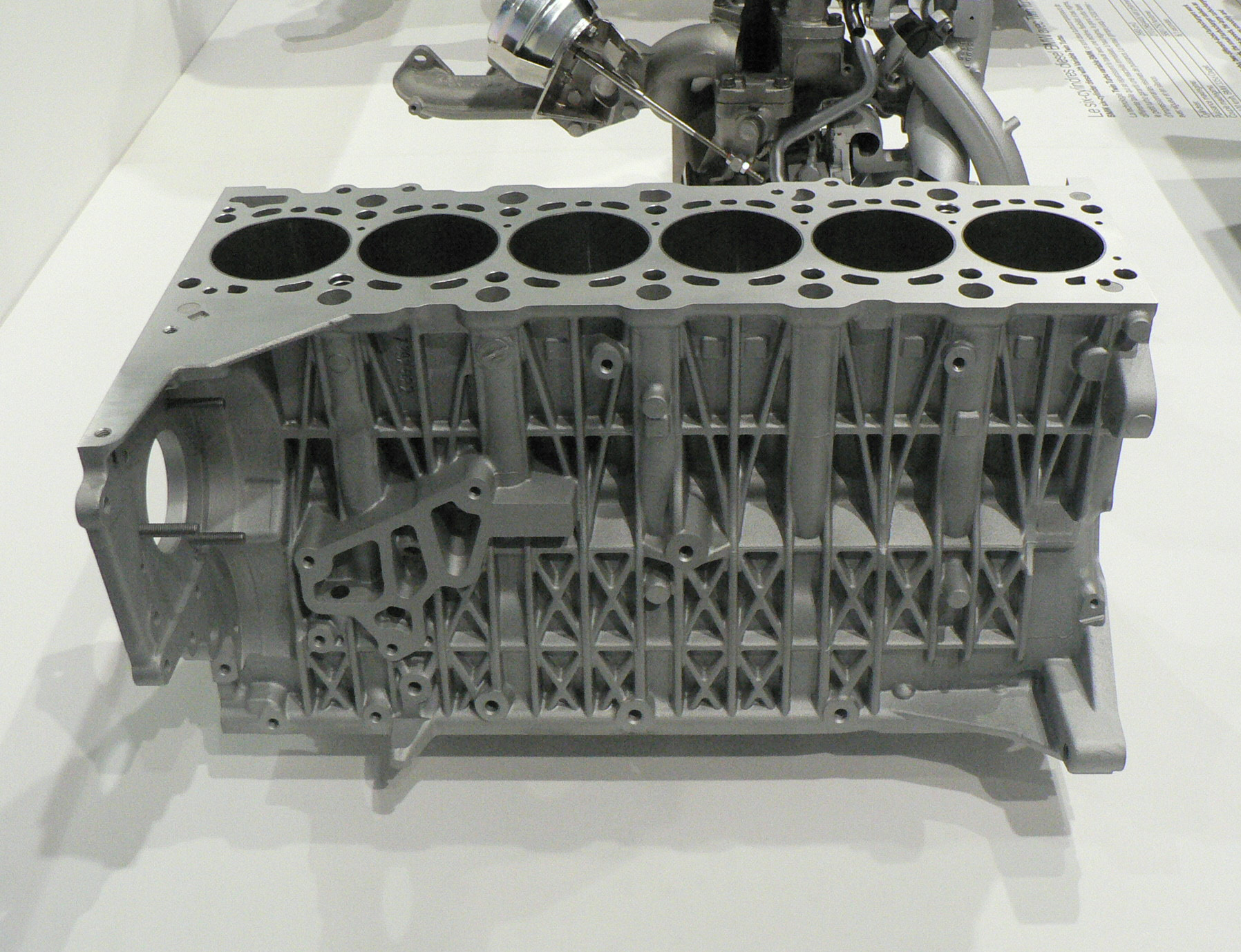
Kurbelgehäuse mit eingegossenen Zylindern eines Sechszylinder-Reihenmotors von BMW

Das Kurbelgehäuse stellt als Lagerung der Kurbelwelle ein wichtiges Teil von Verbrennungsmotoren dar. Je nach Hersteller unterscheidet sich die Definition des Kurbelgehäuses und wird dort auch mit dem Motorblock gleichgesetzt. Nach dem Maschinenbauer Franz Pischinger ist das Kurbelgehäuse der Verbund aus Zylinder, Kühlmantel und Triebwerksgehäuse.

## Aufbau
Bei Viertaktmotoren wird das Kurbelgehäuse in aller Regel unten mit der Ölwanne abgeschlossen. Diese dient dabei auch zum Auffangen des Schmierstoffes und zur Ölbevorratung. Der Großteil aller hergestellten Kurbelgehäuse kleiner und mittlerer Baugröße besteht aus einem Gussteil, wobei Gusseisen, Sphäroguss (für höhere Beanspruchung) und Leichtmetall (vorwiegend Aluminium) als Material Verwendung finden. Bei größeren Motoren finden auch Schweißkonstruktionen aus Stahl oder Gusseisen Verwendung.

## Funktion
Zu den Aufgaben des Kurbelgehäuses gehören unter anderem:
- die Kühlung des Motors
- die Aufnahme von Kräften (Gas- und Massekräfte, resultierend aus dem Verbrennungsprozess und der oszillierenden Kolbenbewegung)
- ggf. die Aufnahme der Zylinderlaufbuchsen[2]

Bei Zweitaktmotoren wird das Kurbelgehäuse auch zum Ladungswechsel als Spülpumpe und zur Vorverdichtung des Frischgases verwendet. Die Überströmkanäle verbinden das Kurbelgehäuse mit dem Zylinder. Wegen der durch den Kolbenhub bedingten Volumenänderungen entsteht periodisch ein Überdruck im Kurbelgehäuse, durch diesen strömt das Frischgas durch die Überströmkanäle in den Zylinder, wo es das verbrannte Abgas verdrängt. Bei Zweitaktmotoren ohne Umlaufschmierung versorgt das angesaugte Kraftstoff-Öl-Luft-Gemisch, das durch das Kurbelgehäuse geleitet wird, Kurbelwellen- und Pleuellager sowie Kolben, also alle beweglichen Teile, mit Schmierstoff.